# Viaggio alla Mecca
Viaggio alla Mecca è un film del 2004 diretto da Ismaël Ferroukhi.

## Trama
Reda è un giovane francese di Marsiglia, di famiglia marocchina. Poco prima del suo esame di maturità, è costretto dalla famiglia ad accompagnare il padre, Mustafà, in pellegrinaggio a La Mecca.
Il padre è deciso a compiere tale pellegrinaggio in automobile e, per giungere alla meta, i protagonisti attraverseranno la Provenza, l'Italia, la Slovenia, la Croazia, la Serbia, la Bulgaria, la Turchia, la Siria, la Giordania, per approdare in Arabia Saudita.

## Riconoscimenti
Il film ha partecipato alla 61ª Mostra internazionale d'arte cinematografica di Venezia nella settimana internazionale della critica, dove ha vinto il premio Leone del futuro. La pellicola, inoltre, ha ottenuto una nomination ai premi BAFTA nella categoria miglior film in lingua non inglese.